# Maria Ho
Maria Ting Yu Ho (chinesisch 玛丽亚•豪; * 6. März 1983 in Taipeh, Taiwan) ist eine professionelle amerikanisch-taiwanische Pokerspielerin, Kommentatorin und Moderatorin.

## Persönliches
Ho kam im Alter von vier Jahren mit ihrer Familie von Taiwan in die Vereinigten Staaten und lebte dort zunächst für eine kurze Zeit in New York. 1988 zog sie ins kalifornische Arcadia. An ihrer Highschool war Ho Cheerleaderin. Nach ihrer Schulzeit absolvierte sie ab 2001 ein Studium der Kommunikationswissenschaften an der University of California in San Diego, welches sie 2005 erfolgreich abschloss.
Ho ist eine talentierte Pianistin, spielt Violine und wollte ursprünglich Anwältin werden. 2009 nahm sie gemeinsam mit der Schauspielerin Tiffany Michelle an der 15. Staffel der auf CBS ausgestrahlten Reality-Fernsehshow The Amazing Race teil, bei der ein Rennen um die Welt veranstaltet wird. Ho lebt in Los Angeles.

## Pokerkarriere

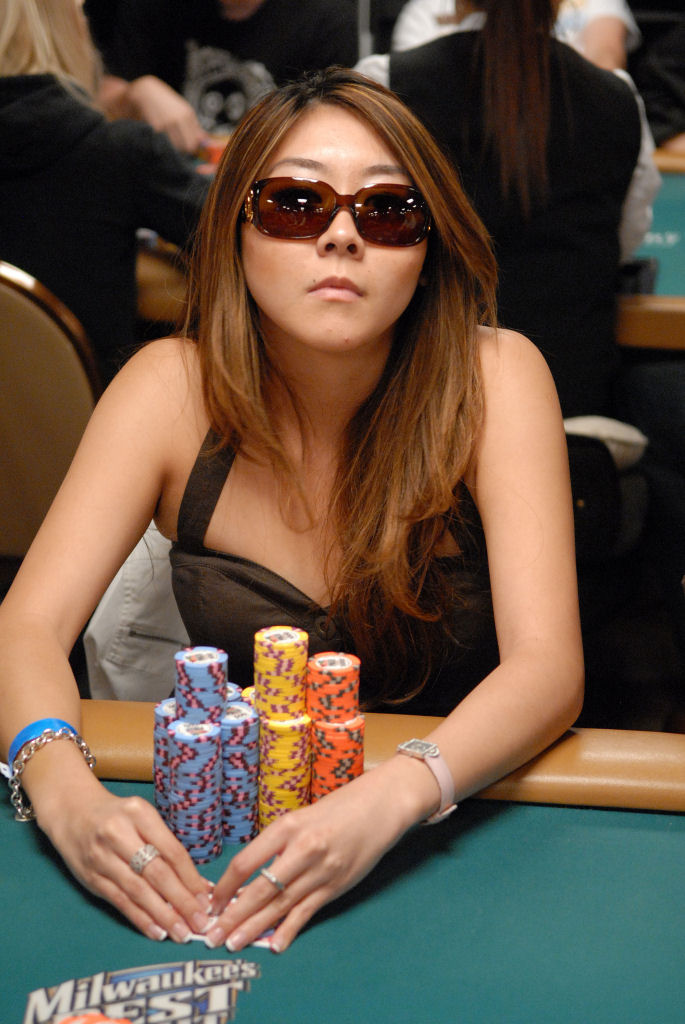
Maria Ho bei der WSOP 2007

Ho kam 2002, während ihres zweiten Jahrs auf dem College, zum Poker. Sie begann, mit Freunden in Homegames zu spielen und verbesserte ihre Fähigkeiten. Die Amerikanerin spielt auf der Onlinepoker-Plattform PokerStars unter dem Nickname Femmeonfelt.
Ihre erste Geldplatzierung bei einem Live-Turnier erzielte Ho Mitte Januar 2005 in Inglewood. Im Juni 2005 war sie erstmals bei der World Series of Poker (WSOP) im Rio All-Suite Hotel and Casino am Las Vegas Strip erfolgreich und belegte bei einem Event in der Variante No Limit Hold’em den 110. Platz. Ihr erstes größeres Preisgeld gewann sie zwei Jahre später, als sie beim Main Event der WSOP 2007 als beste Frau auf dem 38. Platz für mehr als 230.000 US-Dollar Preisgeld landete. Auch danach war sie regelmäßig zur Hauptturnierserie am Las Vegas Strip zu sehen und erreichte 2009 und 2010 jeweils die Geldränge bei der Ladies Championship der WSOP. Im Juni 2011 verpasste sie nur knapp den Gewinn eines Bracelets und belegte bei einem Turnier hinter Allen Bari den zweiten Platz für ihr bisher höchstes Preisgeld von mehr als 540.000 US-Dollar. Beim Main Event der World Series of Poker Europe im französischen Cannes war sie Mitte Oktober 2011 erneut die beste Frau und kam auf den 27. Platz, der ihr 32.000 Euro Preisgeld einbrachte. Abseits der World Series gewann sie Ende August 2013 ein Event der River Poker Series mitsamt mehr als 100.000 US-Dollar Preisgeld. Anfang Juli 2014 war sie bereits zum dritten Mal beim Main Event der WSOP die Frau, die am längsten im Turnier blieb. Sie platzierte sich von 6683 Spielern auf dem 77. Platz und erhielt mehr als 85.000 US-Dollar. Mitte März 2016 erreichte Ho beim Main Event der World Poker Tour in San José den Finaltisch und beendete das Turnier auf dem sechsten Platz für rund 180.000 US-Dollar Preisgeld. Bei der WSOP 2016 kam sie bei einem Shootout-Event in die finale Runde und wurde Vierte für knapp 90.000 US-Dollar. Bei der World Series of Poker Europe im King’s Resort in Rozvadov erreichte sie im November 2017 als Chipleaderin den Finaltisch des Main Events und ging auch bei sechs verbliebenen Spielern in den finalen Tag. Dort konnte sie ihren Lauf nicht fortsetzen und schied als beste Frau auf dem sechsten Platz für ein Preisgeld von rund 175.000 Euro aus. Ende Februar 2018 wurde Ho beim High Roller des L.A. Poker Classic in Los Angeles Dritte für knapp 200.000 US-Dollar. Ein Jahr später entschied sie dasselbe Turnier für sich und sicherte sich eine Siegprämie von rund 275.000 US-Dollar. Mitte April 2019 erreichte Ho beim WPT-Main-Event in Hollywood, Florida, den Finaltisch, der am 30. Mai 2019 am Las Vegas Strip ausgespielt wurde. Dort belegte sie den dritten Platz, der ihr knapp 350.000 US-Dollar einbrachte. Bei der WSOP 2022, die erstmals im Bally’s Las Vegas und Paris Las Vegas ausgespielt wurde, belegte die Amerikanerin beim Super Turbo Bounty den mit rund 130.000 US-Dollar dotierten fünften Rang.
Insgesamt hat sich Ho mit Poker bei Live-Turnieren mehr als 4,5 Millionen US-Dollar erspielt und ist eine der bekanntesten und besten Pokerspielerinnen der Welt. Sie steht im Ranking der erfolgreichsten Frauen nach Turnierpreisgeldern auf dem vierten Platz. Von April bis November 2016 spielte Ho als Teammanagerin von LA Sunset in der Global Poker League und kam mit ihrem Team bis in die Playoffs. Darüber hinaus kommentiert sie für den Fernsehsender CBS Sports die Sendung The Final Table und agiert seit 2014 als Gastgeberin des Battle of Malta, dem mittlerweile erfolgreichsten Pokerturnier für Amateur- und Mittelklasse-Spieler in Europa. Ho spielt selbst gelegentlich bei dem Turnier mit und spendete 2015 fünf Prozent ihres Gewinns an die auf Malta ansässige Flüchtlings-Hilfsorganisation Migrant Offshore Aid Station und rief auch andere Gewinner dazu auf. Im Mai 2018 wurde Ho in die Women in Poker Hall of Fame aufgenommen. Anfang April 2019 wurde sie bei den Global Poker Awards als Broadcaster of the Year 2018 ausgezeichnet.